# Quando o Tempo Cair
Quando o Tempo Cair é um filme de curta-metragem brasileiro, do gênero ficção, escrito e dirigido por Selton Mello em 2006, com produção de Adriano Lírio.

## Sinopse
Ivan é um homem aposentado. Mauro, seu filho,  perde o emprego e está em depressão. Beto, o netinho, é uma criança alheia aos problemas financeiros de sua família. Os três moram num pequeno apartamento de um humilde conjunto habitacional. Ivan resolve retornar ao mercado de trabalho, mas infelizmente os tempos são outros, sua única certeza é que estarão juntos na batalha pela sobrevivência.